# Утицај модне индустрије на животну средину
Модна индустрија је једна од највећих загађивача у свету. Модна индустрија треба да буде одрживија због чињенице да у великој мери доприноси климатским променама. Мање од једног процента одеће се рециклира да би се направила нова одећа, а производња емисија гасова стаклене баште наставља да расте сваким даном. Да би била одрживија, модна индустрија треба да пронађе нове начине за поновну употребу материјала и елиминисање загађења како би се умањила штета која је учињена. Индустрија производи око 10% свих емисија гасова стаклене баште. Производња и дистрибуција усева, влакана и одеће која се користи у одевању доприноси различитим облицима загађења животне средине, укључујући загађење воде, ваздуха и земљишта. Текстилна индустрија је други највећи загађивач локалне слатке воде у свету, и крива је за отприлике једну петину свих индустријских загађења воде. Неки од главних фактора који доприносе овом индустријском загађењу су огромна прекомерна производња модних предмета, употреба синтетичких влакана и загађење усевима у пољопривреди.

## Брза мода
Количина нове одеће коју су купили Американци утростручила се од 1960-их. Пошто је мода доживела велики процват, количина одеће која се производи се повећала. Због тога сада имамо оно што се зове брза мода. Глобализација је подстакла брзи раст индустрије брзе моде. Глобална малопродаја одеће у 2019. години достигла је 1,9 трилиона америчких долара, што је нови максимум – очекује се да ће се овај број повећати на три трилиона америчких долара до 2030. Брза мода се такође може посматрати као прекомерна производња одеће, обуће, додатака и још много тога. Ово експоненцијално повећање изазива потребу за више ресурса и потребу за бржим процесом којим се производи одећа. Један од главних фактора који доприноси брзој производњи загађења је брза производња одеће услед брзе потрошње купаца. Многе од ових артикала брзе моде често купују они који због инфлације не могу себи приуштити брендове. Мада, ови појединци немају тај луксуз јер инфлација изазива раст чак и цена артикала брзе моде. Сваке године свет у целини потроши више од 80 милијарди комада одеће. Та одећа доприноси загађењу ресурса и отпаду, јер ће већина ових предмета једног дана бити одбачена. Људи троше више и желе то по јефтинијим ценама. А компаније које производе ове јефтине артикле које остварују профит желе одећу што је брже могуће, то ствара тренд који се зове брза мода. Брза мода је „приступ дизајну, креирању и маркетингу моде одеће који наглашава да модни трендови буду брзо и јефтино доступни потрошачима“. Идеја је да ће брза масовна производња у комбинацији са јефтином радном снагом учинити одећу јефтинијом за оне који је купују, што ће омогућити овим брзим модним трендовима да одрже економски успех. Главна брига брзе моде је отпад од одеће који производи. Према Агенцији за заштиту животне средине  15,1 милиона тона отпада од текстилне одеће произведено је само у 2013. години. Када текстилна одећа заврши на депонијама, хемикалије на одећи, као што је боја, могу изазвати штету по животну средину испирањем хемикалија у земљу. Вишак отпада такође доприноси проблему коришћења толиког броја локација само за складиштење отпада и смећа. Када се непродата одећа спали, она испушта CO2  у атмосферу. Према извештају Светског института за ресурсе, индустрија брзе моде ослобађа 1,2 милијарде тона CO2 у атмосферу годишње. 2019. године објављено је да се Француска труди да спречи компаније у овој пракси спаљивања непродатих модних предмета. Француски допринос у спречавању компанија да спаљују предмете који се не користе је један корак ка чистијој животној средини. Уместо да се стално излази са новим стварима, зашто не би поново користили старе модне дизајне. Сада све више модних брендова прихвата своје старе дизајне. Рециклирање њихових старих дизајна је још један начин да се залажу за чистију животну средину. Индустрија брзе моде је велики потрошач воде. Огромна количина слатке воде се користи за процес бојења и завршне обраде за сву одећу. Може се узети да је 200 тона слатке воде потребно по тони обојене тканине. Такође, памуку је потребно много воде да расте (и топлоте), а обично се узгаја у топлим и сувим пределима. На пример, за производњу само 1 кг памука потребно је до 20.000 литара воде. Ово је огроман утицај на еколошке последице као што је дезертификација Аралског мора, где је памук у потпуности исушио воду. Одабиром влакана са малом потрошњом воде, као што су лан, рециклирана влакна, итд. смањује се негативан утицај на животну средину.

## Синтетичка влакна и природна влакна
Сада када постоји континуирани пораст количине одеће која се конзумира, још једно питање које се намеће је да се одећа више не прави од природних материјала/усева. Раније се одећа производила углавном од „природних влакана“  као што су вуна, памук или свила. Сада постоји прелазак са природних влакана на јефтина синтетичка текстилна влакна  као што су полиестер или најлон. Полиестер је једно од најпопуларнијих влакана које се данас користи у моди, налази се у око 60% одевних предмета у малопродајним објектима, односно око 21,3 милиона тона полиестера. Популарност полиестера такође расте, с обзиром на то да је потрошња одеће од полиестера порасла за 157 % од 2000. до 2015. Синтетички полиестер је направљен од хемијске реакције угља, нафте, ваздуха и воде  од којих су два фосилна горива. Када се сагорева угаљ долази до великог загађења ваздуха које садржи угљен-диоксид. Када се користи нафта ствара се неколико загађивача ваздуха као што су честице, оксиди азота, угљен-моноксид, водоник-сулфид и сумпор-диоксид. Производња полиестера ствара загађење. Полиестер је „не-биоразградив“  што значи да се никада не може претворити у стање које се природно налази у свету природе. Због комплетног времена и ресурса који су потребни за прављење полиестера и с обзиром да никада не може да се врати у стање које може допринети било ком природном циклусу хранљивих материја, полиестер се може сматрати енергетски интензивним али без нето добити. Када се полиестерска одећа пере, микро пластика се расипа и улази у систем воде што доводи до микро загађења у воденим путевима, укључујући и океане. Због мале величине микро загађивача, рибама у воденим токовима је лако да их апсорбују у своје телесне масти. Рибу тада могу да једу људи, а ови људи ће такође апсорбовати полиестерске микро загађиваче из рибе у процесу који се назива биомагнификација.
Иако је наведено да синтетичка влакна имају негативан утицај на животну средину, природна влакна такође доприносе загађењу кроз пољопривредно загађење. Производња памука захтева велику количину пестицида и употребу воде. Памук се сматра најпрљавијим усевом на свету јер користи 16% светских пестицида. Два главна састојка пестицида су нитрати и фосфати. Када пестициди цуре у водотоке који окружују земљиште, нитрати и фосфати доприносе еутрофикацији воде. Еутрофикација воде је еколошки феномен који узрокује исцрпљивање кисеоника када преоптерећење хранљивим материјама из пестицида доводи до бума у расту биљака и смрти. Влакна животињског порекла као што су вуна и кожа такође имају велики утицај на животну средину, јер су одговорна за 14,5% глобалних емисија гасова стаклене баште у 2005. Говеда имају пробавни систем који користи процес познат као ферментација предњег црева, који ствара гас стаклене баште метан као нуспроизвод. Поред CH4 који се ослобађа од преживара, CO2 и N2O се ослобађају у атмосферу као нуспроизводи узгоја животиња. Укупно, 44% емисија изазваних стоком потиче од ентеричке ферментације, 41% долази од хране потребне за узгој стоке, 10% долази од стајњака, а 5% долази од потрошње енергије. За умерене зоне, постељина која је направљена од лана се сматра бољом алтернативом. Такође, чини се да је конопља добар избор. Текстил који се прави од морских алги је на видику. Као алтернатива кожи, биофабрикована кожа би била добар избор.

## Загађење мора
Осим загађења пластиком, текстил такође значајно доприноси загађењу мора. За разлику од пластике, утицај текстилног загађења на морски живот се јавља у различитим процесима у ланцу снабдевања. Један од најистакнутијих је начин на који микровлакна и микропластика из текстила улазе у животну средину кроз отпадне воде. Ова врста отпада се најчешће налази у циклусима машина за прање веша, где се влакна одеће олабаве током процеса превртања.
Пластика и текстил су направљени од хемијске структуре која се зове полимер. Речник Меријам-Вебстер дефинише полимер као „хемијско једињење или мешавину једињења која настаје полимеризацијом и која се у суштини састоји од понављајућих структурних јединица. За пластику, уобичајени полимер је ПЕТ, полиетилен (ПЕ) или полипропилен (ПП), док је за текстил, најзаступљенији полимер у прикупљању отпада полиестер и најлонски текстил.
Асоцијација The Ocean Wise Conservation је направила студију која говори о текстилном отпаду. Што се тиче полиестера, наводи се да људи у просеку избацују око 20 до 800 мг микрополиестерског отпада на сваки кг опраног текстила. Пронађена је мања количина за најлон; за сваки кг опраних тканина бацамо око 11 до 63 мг отпада од најлонских микровлакана у воду.
Удружење је такође објавило студију у којој се наводи да домаћинства у Сједињеним Државама и Канади у просеку производе око 135 грама микровлакана, што је еквивалентно 22 килотона микровлакана који се годишње испуштају у отпадне воде. Ове отпадне воде ће проћи кроз разна постројења за пречишћавање отпадних вода, међутим, око 878 тона од тих 22 килотона остане непречишћено и баци се у океан. Поређења ради, 878 тона отпада је еквивалентно око 9-10 плавих китова у океану. Толико загађујемо само од текстила.